# 查尔斯·邦盖·福西特
查尔斯 · 邦盖 · 福塞特(1883年8月25日至1952年9月21日)是英国地理学家，他被誉为"现代英国学术地理学的奠基人之一"，一个区域规划思想的早期倡导者。
他出生在斯坦德罗普的一个农民家庭，在附近的盖恩福德上学。 他在诺丁汉大学学习科学，在加入当时新成立的牛津大学地理学院 A · J · 赫伯特森手下工作之前，他曾短暂地担任过一名教师。 后来，他在南安普敦大学学院和利兹大学担任讲师。 1928年，他被任命为伦敦大学学院地理学教授，直到1949年退休。
他在1919年发表的散文《英格兰的省份》引起了全国的关注，在这篇散文中，他发展了帕特里克 · 格迪斯的思想，建议在英格兰大部分地区进行调查和发展规划。 他将英格兰细分为12个"省"——远远大于县议会，而县议会在当时是国家一级的下一级政府——并提议，许多区域规划应在"省"一级进行，跨越现有的地方当局边界。 他声称,"英格兰各行政区的边界没有神圣不可侵犯的东西"，同时承认区域边界应该"尊重当地的爱国主义和传统"。 在许多方面，福西特的思想预示了20世纪下半叶英格兰应用的大部分发展规划体系，以及对英格兰地区政府的倡议。
他的著作包括《前沿》、《政治地理学研究》(1918)和《大英帝国政治地理学》(1933)。